# Martin-Neuffer-Brücke

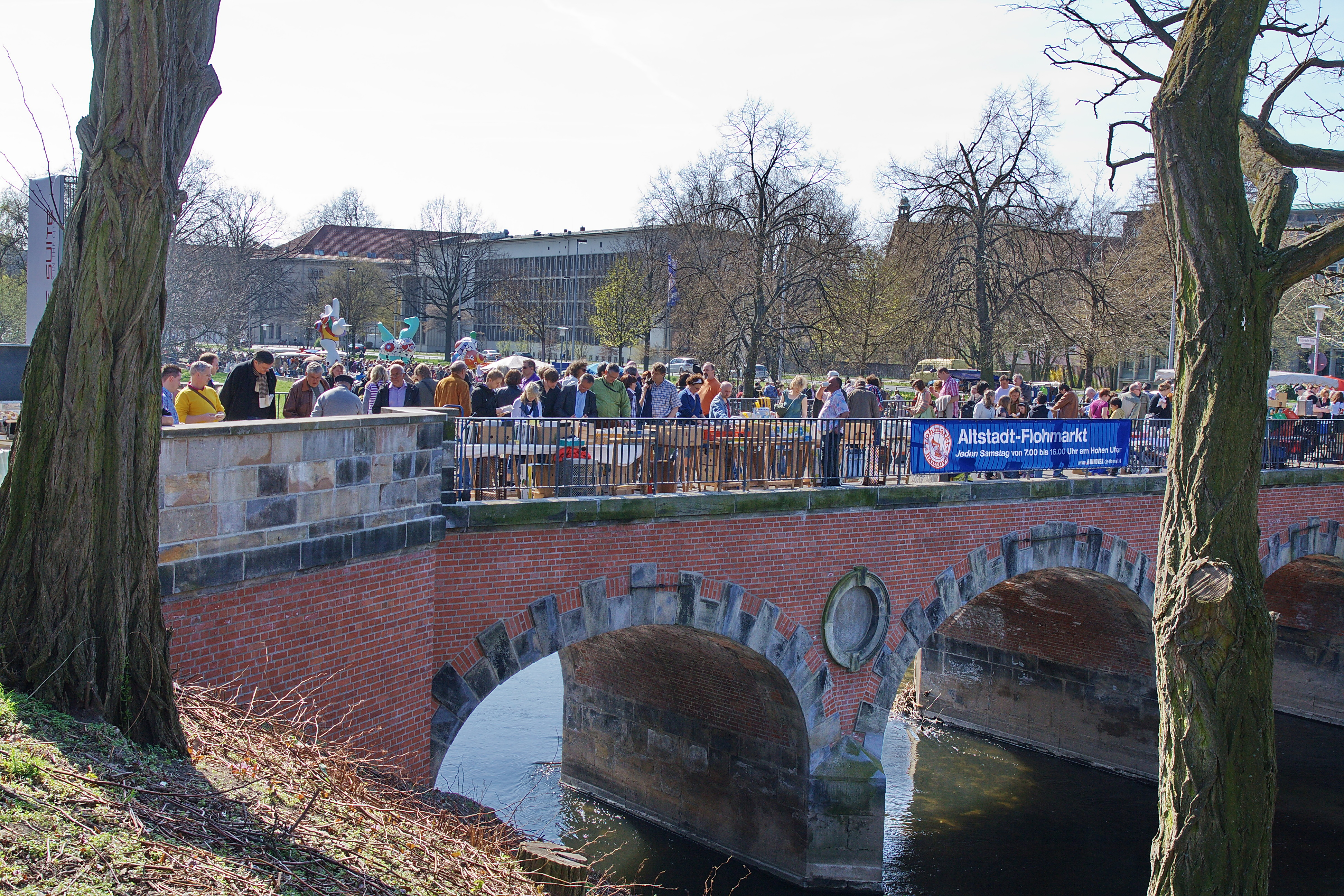
Treiben auf der Marstallbrücke während des Altstadt-Flohmarkts

Die Martin-Neuffer-Brücke, bis 2010 Marstallbrücke, in Hannover führt vom Hohen Ufer der Altstadt zum gegenüberliegenden Leibnizufer. Die heutige, denkmalgeschützte Brücke entstand 1736/37 nach einem Entwurf von Johann Paul Heumann und wurde im Dezember 2010 nach dem früheren hannoverschen Oberstadtdirektor Martin Neuffer benannt.

## Geschichte

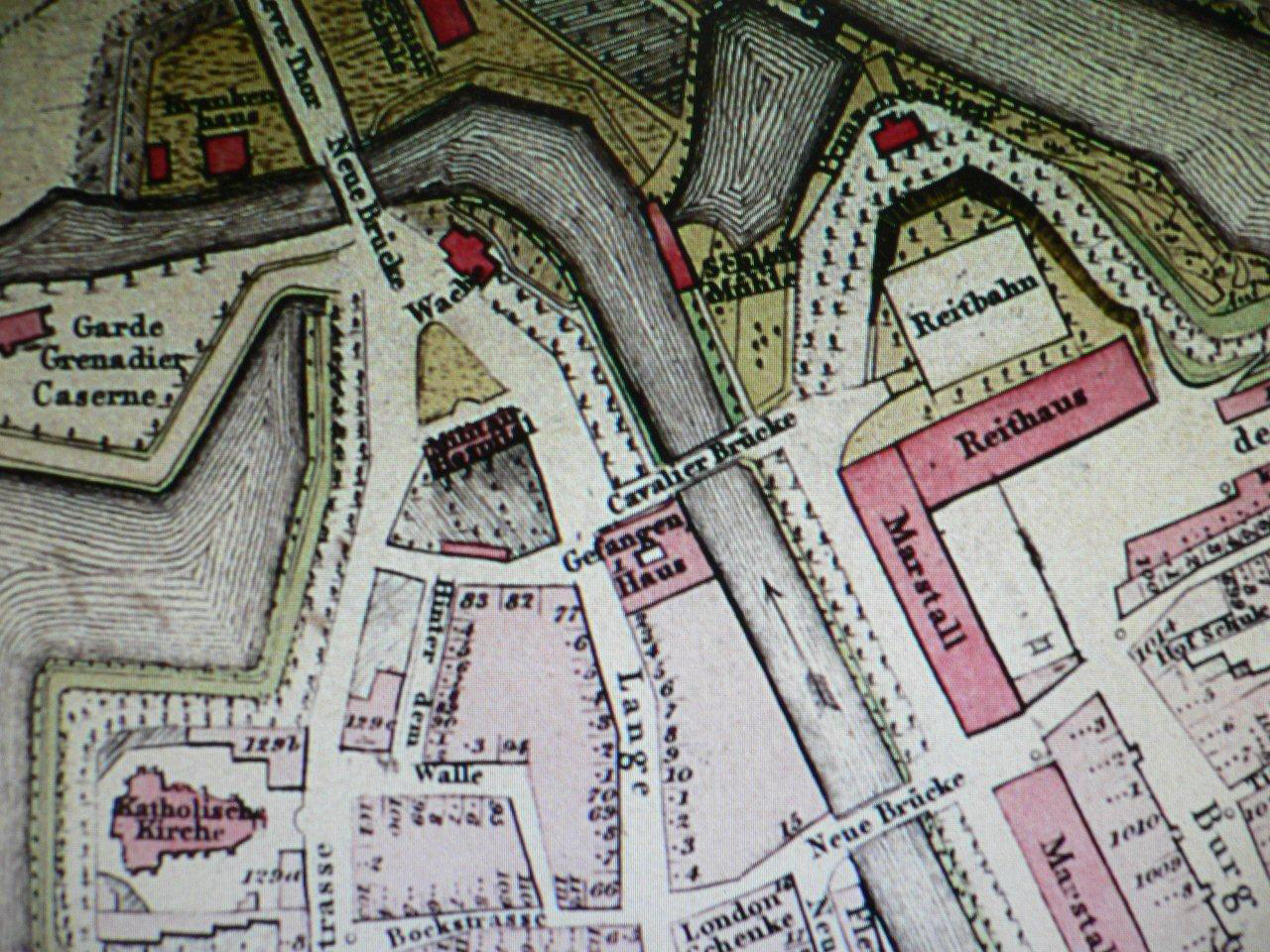
Lage der Neuen Brücke (unten rechts) auf dem Stadtplan Hannover von 1822

Eine erste Holzbrücke entstand 1680–82 ebenso wie das Neue Tor an dieser Stelle. Die Brücke wurde erst „Neue Brücke“ und „Brücke bei London Schenke“  genannt, später nach den nahegelegenen Hofmarställen am Hohen Ufer benannt. Die Brücke diente als Verbindung zwischen der nordwestlichen Ecke der Altstadt und der in der Calenberger Neustadt seit 1681 angelegten „Neuen Straße“. Sie war Teil eines von drei verbindenden Straßenzügen zwischen der Stadt Hannover und der damals noch selbstständigen Calenberger Neustadt (mitunter kurz Neustadt genannt).
1736/37 entstand der heutige Baukörper. Durch die Luftangriffe auf Hannover im Zweiten Weltkrieg erlitt auch die Brücke Schäden, die erst 1953 größtenteils beseitigt wurden.

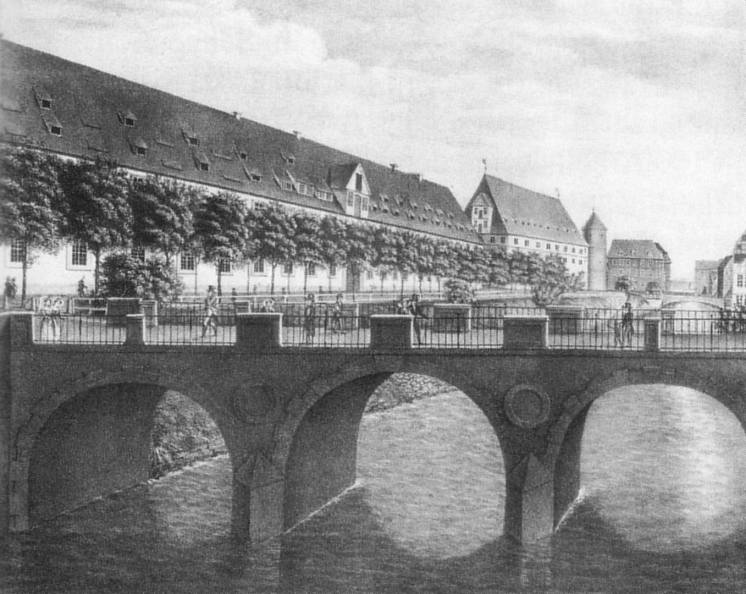
Hohes Ufer mit Marstallbrücke, Lithografie, um 1830
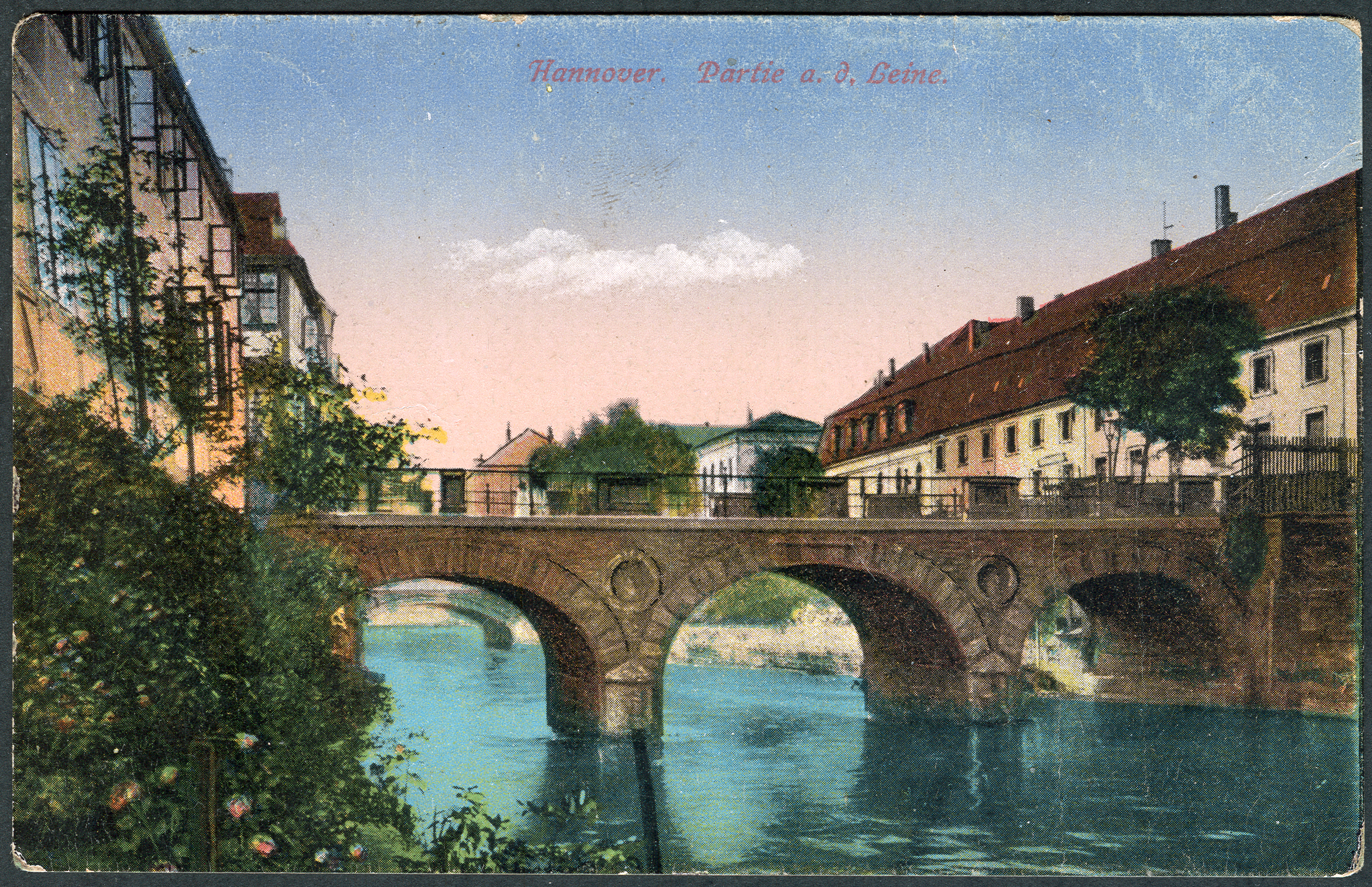
Die ehemalige Bebauung beiderseits der Brücke, Ansichtskarte Nr. 11, um 1910
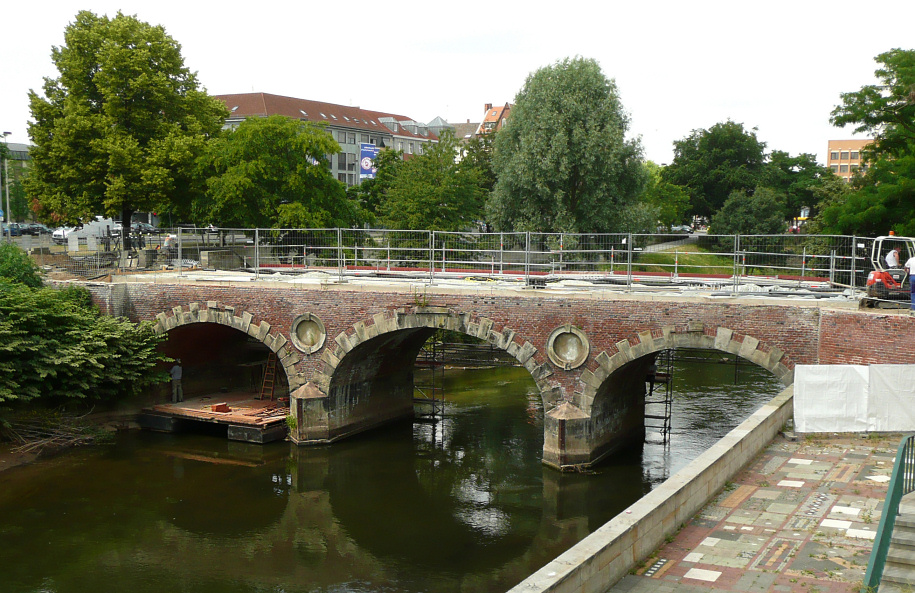
Die Brücke während der Erneuerungsarbeiten 2010

## Baubeschreibung
Die heutige Brücke zeigt drei Korbbögen aus Quadern. Die Seiten sind aus Ziegeln gemauert. 1953 wurde die Brücke originalgetreu neu aufgebaut (abgesehen von der alten Brüstung).